# Каре (блюдо)
Каре из баранины (ягнятины) — мясное блюдо, изготавливаемое из бараньих (ягнячьих) рёбрышек. Блюдо часто называют «бараньими рёбрышками». Во французской кухне это блюдо может носить название — «котлеты из барашка».

## Приготовление
Блюдо готовится из куска баранины из лучшей, задней части ошейка на бараньей туше. Этот кусок мяса разрезается перпендикулярно позвоночнику и включает 16 рёбер или отбивных. Обычно для приготовления блюда берётся продольно распиленный кусок мяса, включающий 8 ребер только с одной стороны, но может также применяться неразрезанным — с рёбрами с обеих сторон. От вида неразрезанного куска мяса пошло название — «каре», поскольку поднятые вверх ребрышки молодого ягненка, выложенные на блюде, напоминают «каре» — построение войск в виде квадрата, где воины стоят вплотную друг к другу и копьями, направленными вверх.
Приготовление возможно как на гриле, так и на сковороде, а также в духовке (чаще — комбинированный вариант: обжарка на сковороде с дальнейшим допеканием в духовке). Из приправ, наряду с солью и чёрным перцем, используют розмарин и тимьян, а также чеснок и кориандр; иногда (в том числе, и в случае лёгкой мариновки мяса) горчица. Рекомендуемые степени прожарки — от Medium well до Medium-rare или Rare
В ресторанах блюдо чаще готовят и подают в виде отдельно приготовленных рёбер. Каре ягненка обычно жарят, иногда сначала покрывая панировочными сухарями. Кончики костей иногда обёртывают фольгой или украшают папильотками. Зачастую при подаче также используют зёрна граната.